# Coequosa
Coequosa é um gênero de mariposa pertencente à família Bombycidae.